# Dayana Mendoza

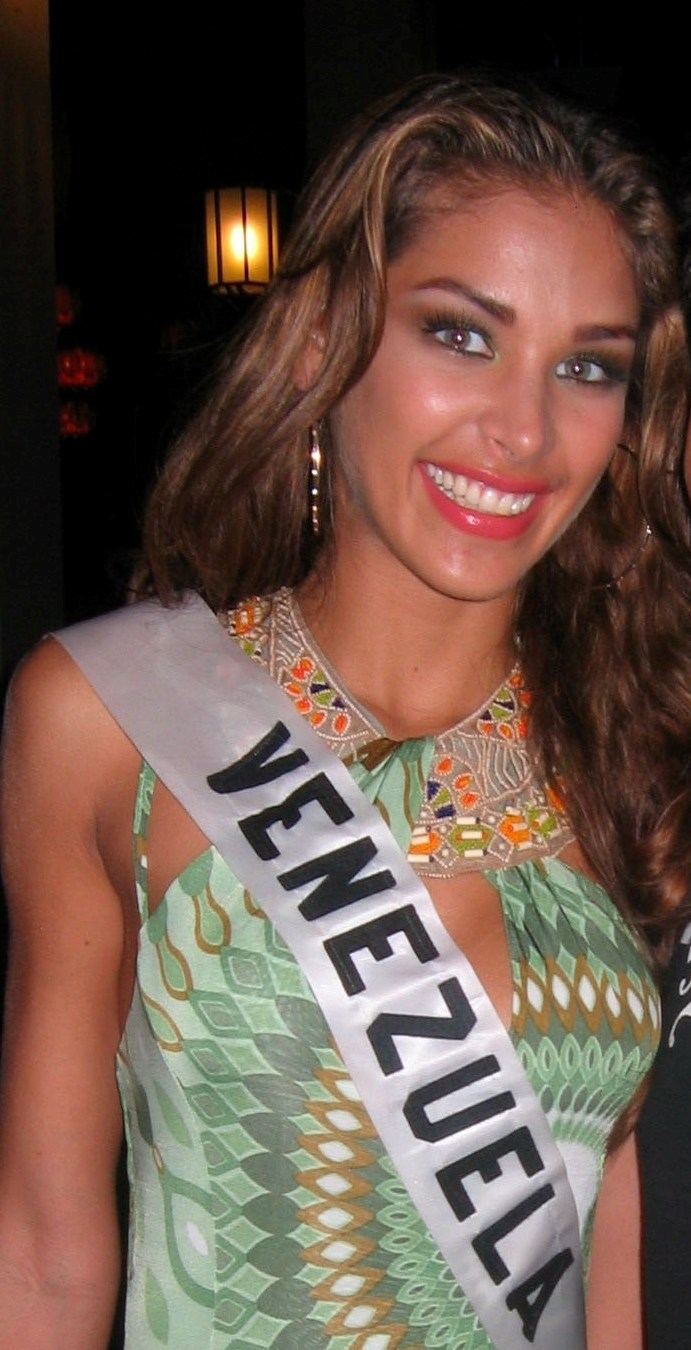
Dayana Mendoza

Dayana Sabrina Mendoza Moncada (Caracas, Veneçuela, l'1 de juny de 1986) és una model veneçolana que va ser Miss Univers el 2008.

## Biografia
El 2001, va començar una carrera de model, amb l'agència parisenca Elite i participà a diverses desfilades sobretot a Europa i als Estats Units. Obtingué el títol de Miss Veneçuela el 2008, i es presentà després a l'elecció de Miss Univers 2008 que s'havia organitzat a Nha Trang, al Vietnam. Guanyà el títol superant Miss Colòmbia i Miss República Dominicana.